# Франческо Кавали
Франческо Кавали (на италиански: Francesco Cavalli, 14 февруари 1602 – 14 януари 1676) е италиански композитор от музикалния период на Ренесанс (1600 – 1654). Рожденото му име е Пиетро Франческо Калети-Бруни (Pietro Francesco Caletti-Bruni), но е по-известен като Кавали, името на неговия покровител, венециански благородник.

## Жизнен път
Кавали е роден в Крема, провинция Ломбардия. Името Кавали идва от фамилията на благородника Федерико Кавали, известен като покровител на изкуствата, който през 1614 г. става губернатор на родния град на композитора, а през 1616 г. отново се завръща във Венеция. Въпреки това Франческо се е подписва на официални книжа с истинското си име.
Композитора започва своя музикален път като кантор (cantore) във венецианската църква „Сан Марко“, където е нает на 18 февруари 1617 г. със заплата от 50 дуката, както е видно от църковните регистри. Там той има късмета да е под опеката на знаменития композитор Клаудио Монтеверди. Впоследствие се явяват и допълнителни ангажименти като тенор, което води до увеличението на заплатата му на 100 дуката от 1 януари 1635 г. След като мястото на втори органист се освобождава от Пиетро Берти, се провежда конкурс, където освен Кавали се явяват таланти като Николас Фонте, Натале Монферато и Жак Аригони. Журито определя Кавали да встъпи на поста от 22 януари 1640 г. Чрез различни допълнителни ангажименти постепенно приходите на музиканта достигат 200 дуката, значителен за времето доход.
От 1644 г. на поста на първи органист е Масимилиано Нери, който обаче през 1664 г. подава оставка, тъй като отива да работи в двора на Кьолнския резидент, пребиваващ в Бон. Това дава възможност на Кавали през 1665 г. да заеме неговата длъжност. През това време втори органист става Джовани Батиста Волпе, известен като „Rovettino“. На 20 ноември 1668 г. Кавали заема високата длъжност на капелмайстор (maestro della cappella), на която остава до смъртта си през 1676 г. Въпреки работата си за църквата, той на първо място е запомнен със своите опери (операта постепенно става най-популярния развлекателен жанр през онази епоха).
Той започва да пише опера през 1639 г., като работата му за сцената не спира в продължение на 32 години. Първа бива поставена Le nozze di Teti e di Peleo, скоро след като първият публичен оперен театър отваря врати във Венеция. За кратко време започват да работят и оперните театри San Giovanni e San Paolo, San Cassiano, San Mosè, Sant'Apollinare и San Salvatore, конкурирайки се помежду си. Така композитора трябвало да пише до пет опери на година. И въпреки това той намерил време да допринесе по създаването на последната опера на Монтеверди L'incoronazione di Poppea.
Кавали придобива такава репутация, че през 1660 г. по препоръка на Франческо Бути пред кардинал Джулио Мазарини е поканен в Париж да постави операта Xerxes, по повод брака на Луи XIV. Спектакъла е поставен на 22 ноември в горната галерия в Лувъра, но не е бил много успешен – вероятно поради няколко причини: лошото владеене на италианския език от зрителите, несъвършеното познаване на френския стил от композитора, и не на последно място по-ранната смърт на Мазарини, които осигурявал протекцията си над автора. Той посещава същия град и през 1662 г., поставяйки Ercole amante.
В края на 1669 г. Кавали спира да пише за сцената, но той преработва или пише сакрални творби, които издава в два големи сборника. През 1772 г. композитора все още е активен, както твърди ученикът му Кригер. Кавали умира във Венеция на 73-годишна възраст.

## Музика и влияние
Кавали е най-влиятелният композитор в новия за средата на 17 век жанр на обществената опера. За разлика от Клаудио Монтеверди, който пише постановки за екстравагантния двор на Мантуа, Кавали твори за публичните оперни театри, където използва малък струнен оркестър и басо континуо.
Кавали въвежда мелодичните арии и популярни сюжети в неговите libretti. Оперите му притежават забележително силен драматичен ефект, музикална плавност и гротесков хумор, характерен за италианската „гранд опера“ до смъртта на Алесандро Скарлати. Оперите на Кавали са пример за продължително музикално развитие от ранния 17 век във Венеция; други оцелели опери от епохата са на Клаудио Монтеверди и Антонио Чести. Развитието на операта е особено интересно за изследователите, понеже когато Кавали започва да твори опери, те са съвсем ново явление, а в края на кариерата му вече това изкуство е придобило зрялост и популярност.
Кавали пише 33 опери, като 27 от тях са оцелели в колекцията на Biblioteca Nazionale Marciana (библиотеката на „Сан Марко“ във Венеция). Копия на някои от оперите се намират на други места. Девет други опери се приписват на Кавали, но музиката към тях е загубена и авторството е недоказуемо.
Освен оперите, Кавали пише Magnificat във Венецианския полифоничен стил, антифони посветени на Дева Мария, други религиозни творби в консервативен маниер и инструментална музика. Забележителен е неговият Реквием в осем части, навярно замислен за собственото му погребение.

## Списък на творбите

### Опери
| - Le nozze di Teti e di Peleo (1639) - Gli amori d'Apollo e di Dafne (1640) - La Didone (1641) - L'amore innamorato (1642, музиката е изгубена) - La virtù dei strali d'Amore (1642) - Egisto (1643) - L'Ormindo (1644) - La Doriclea (1645) - Il Titone (1645, музиката е изгубена) - Il Giasone (1649, счита се за най-популярна) - L'Euripo (1649, музиката е изгубена) - L'Orimonte (1650) - Oristeo (1651) - La Rosinda (1651) - La Calisto (1651) - Eritrea (1652) - Il Delio (La Veremonda, l'amazzone di Aragona) (1652) | - L'Orione (1653) - Ciro (1654) - Il Xerse (1654) - L'Erismena (1655) - La Statira (Statira principessa di Persia) (1655) - L'Artemisia (1657) - Hipermestra (1658) - L'Antioco (1659, музиката е изгубена) - Il rapimento d'Helena (Elena) (1659) - Ercole amante (1662) - Scipione affricano (1664) - Mutio Scevola (or Muzio Scevola) (1665) - Pompeo Magno (1666) - Eliogabalo (1667) - Coriolano (1669, музиката е изгубена) - Massenzio (1673, музиката е изгубена) |